# 트립합

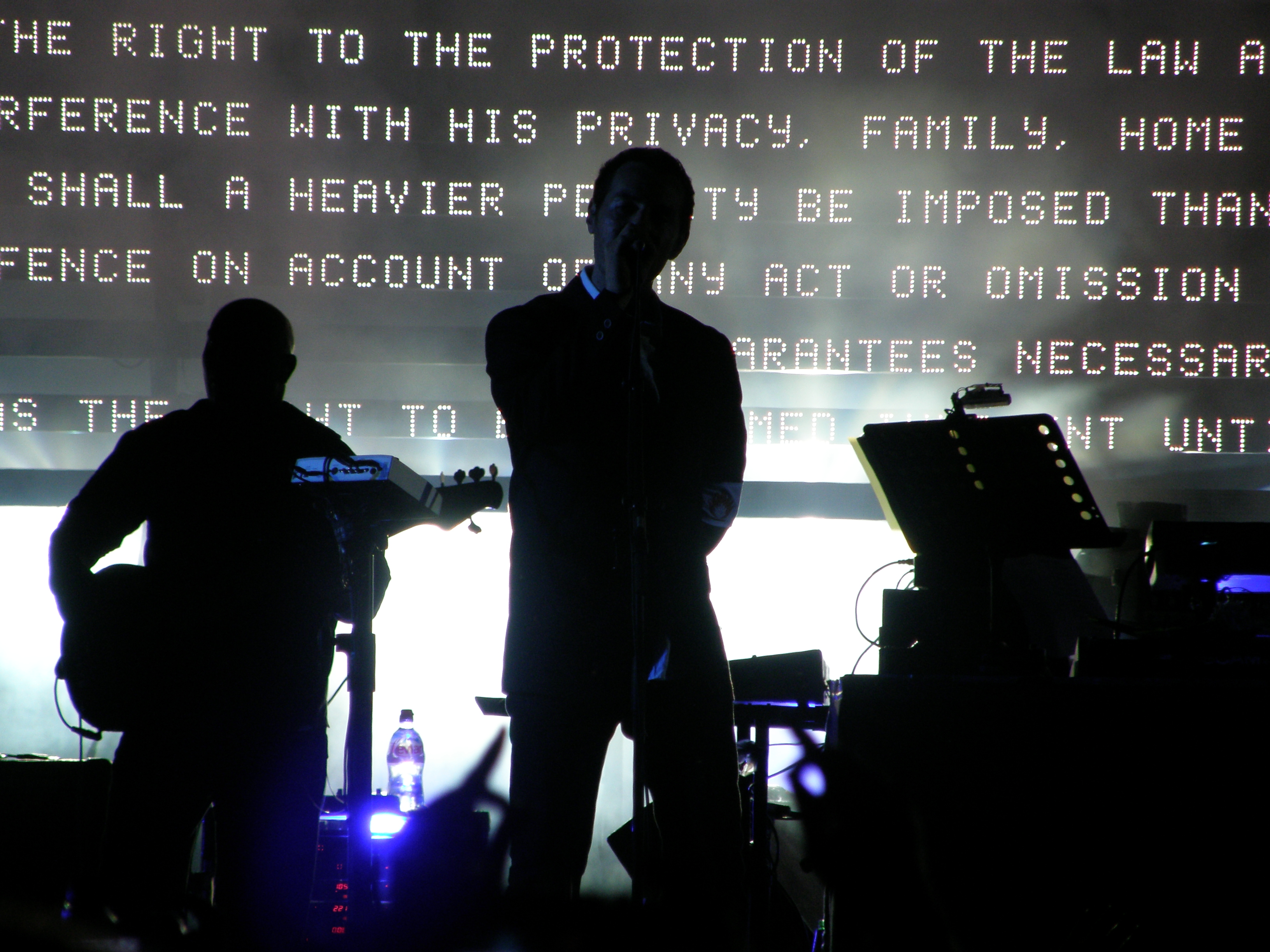

트립합(trip hop)은 음악의 장르로, 힙합에서 영향을 받아 발전한 음악이며, 폭 넓은 의미에서 전자 음악의 총칭으로 사용되고, 세세한 정의는 없다. 현재는 트립합이라는 말은 일렉트로니카로 대체되어 사어화되고 있다. 영국의 브리스틀이 발상지이다.

## 같이 보기
- 애시드 하우스
- 전자 음악 장르 목록